# Субальпійські луки

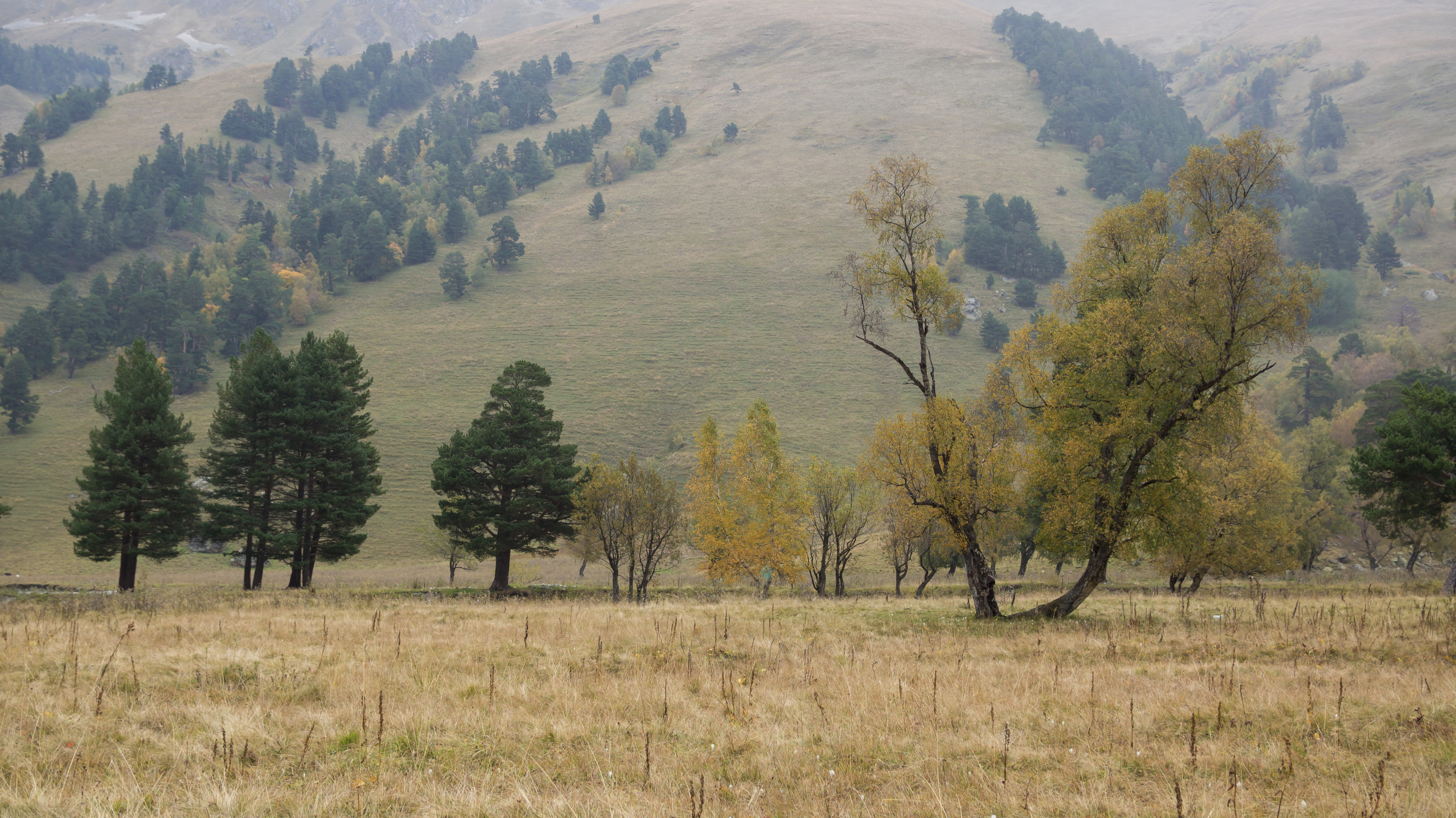

Субальпі́йські луки́ — гірські екосистеми з переважно трав'янистою рослинністю, що розкинулись у горах вище межі лісу (звичайно окремими ділянками примикають знизу до альпійських луків).
Субальпійські луки можуть бути постійними, якщо в даному місці ліс не може вирости через занадто тонкий ґрунтовий шар, або з інших причин — або тимчасовими. В останньому випадку субальпійська лука являє собою проміжну стадію в сукцесійному ряді, де клімактеричним рослинним угрупованням є гірський ліс.
В Українських Карпатах субальпійські луки розташовані в межах 1300–1680 до 1800 м н.р.м. і вирізняється корінною і похідною чагарниковою рослинністю, що сформована гірською сосною, ялівцем сибірським, вільхою зеленою, рододендроном східнокарпатським і високотрав'ям (де переважають вторинні злакові формації).